# Александровський район (Владимирська область)
Алекса́ндровський ра́йон — адміністративна одиниця Росії, Владимирська область. До складу району входять 4 міські та 4 сільські поселення.
| Росія | Це незавершена стаття з географії Росії. Ви можете допомогти проєкту, виправивши або дописавши її. |